# Avigliana
Avigliana (piemontesisch Vijan-a, lateinisch Villiana) ist eine italienische Gemeinde im Susatal, in der Metropolitanstadt Turin (TO) der Region Piemont. Sie ist Träger der Bandiera Arancione des TCI.

## Lage und Einwohner
Der Ort liegt 25 Kilometer von der Provinzhauptstadt Turin entfernt auf einer Höhe von 383 m über dem Meeresspiegel. Das Gemeindegebiet umfasst eine Fläche von 23,26 km² und hat 12.191 Einwohner (Stand 31. Dezember 2023) In der Nähe des Ortes befinden sich zahlreiche Seen, die durch den Naturpark Parco Naturale Laghi di Avigliana geschützt werden. Avigliana ist Mitglied in der Bergkommune Comunità Montana Bassa Valle di Susa e Val Cenischia. Die Gemeinde besteht aus den Ortsteilen Drubiaglio, Milanere, Mortera und Bertassi.
Die Nachbargemeinden sind Villar Dora, Almese, Caselette, Sant’Ambrogio di Torino, Valgioie, Buttigliera Alta, Giaveno, Reano und Trana.

## Sehenswürdigkeiten
- Die Seen und der Naturpark.
- Die Ruine der antiken Burg, das Castello (Schloss).
- Die Kirchen Chiesa di San Giovanni und Chiesa di San Pietro.

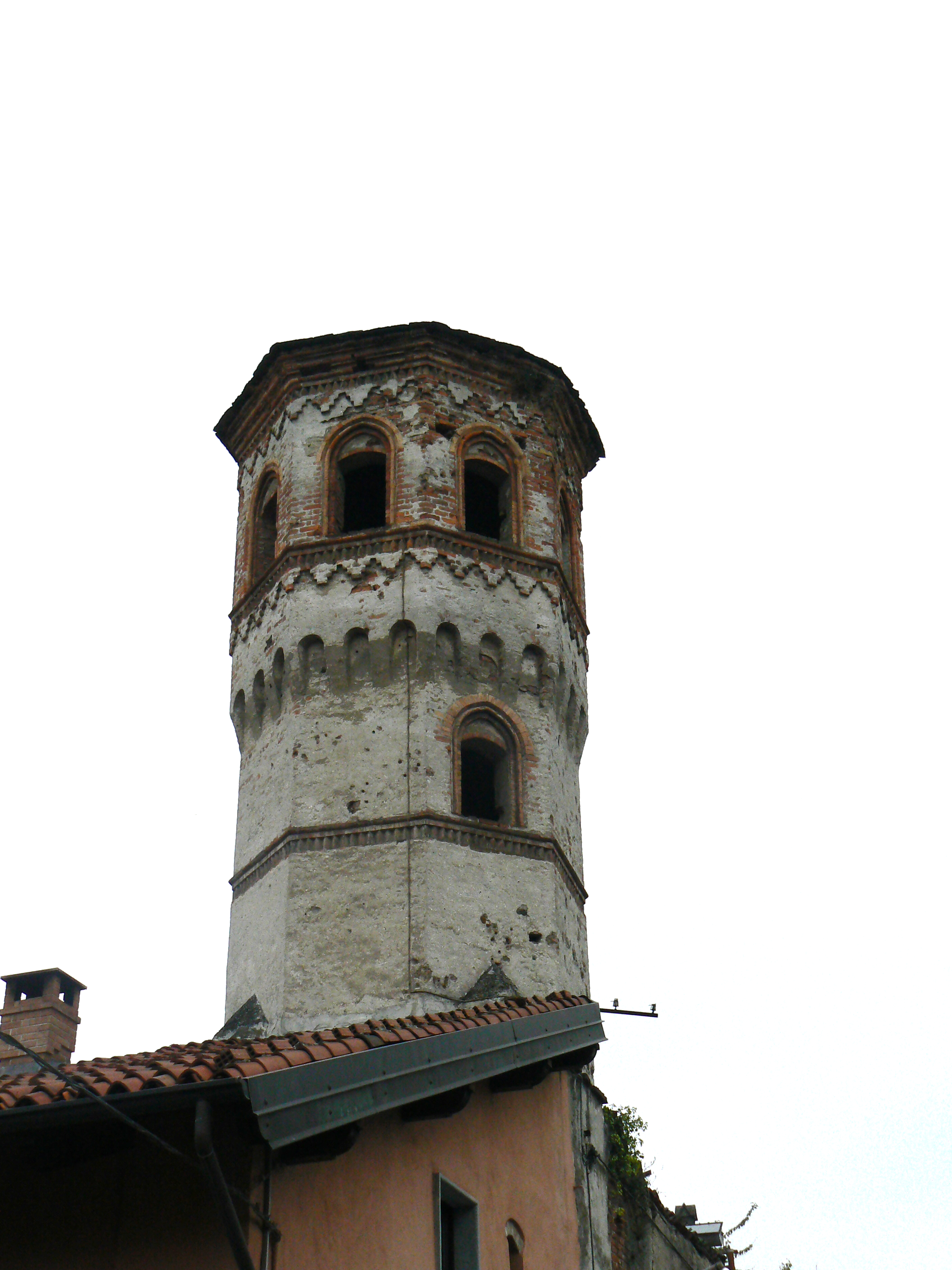
Uhrenturm
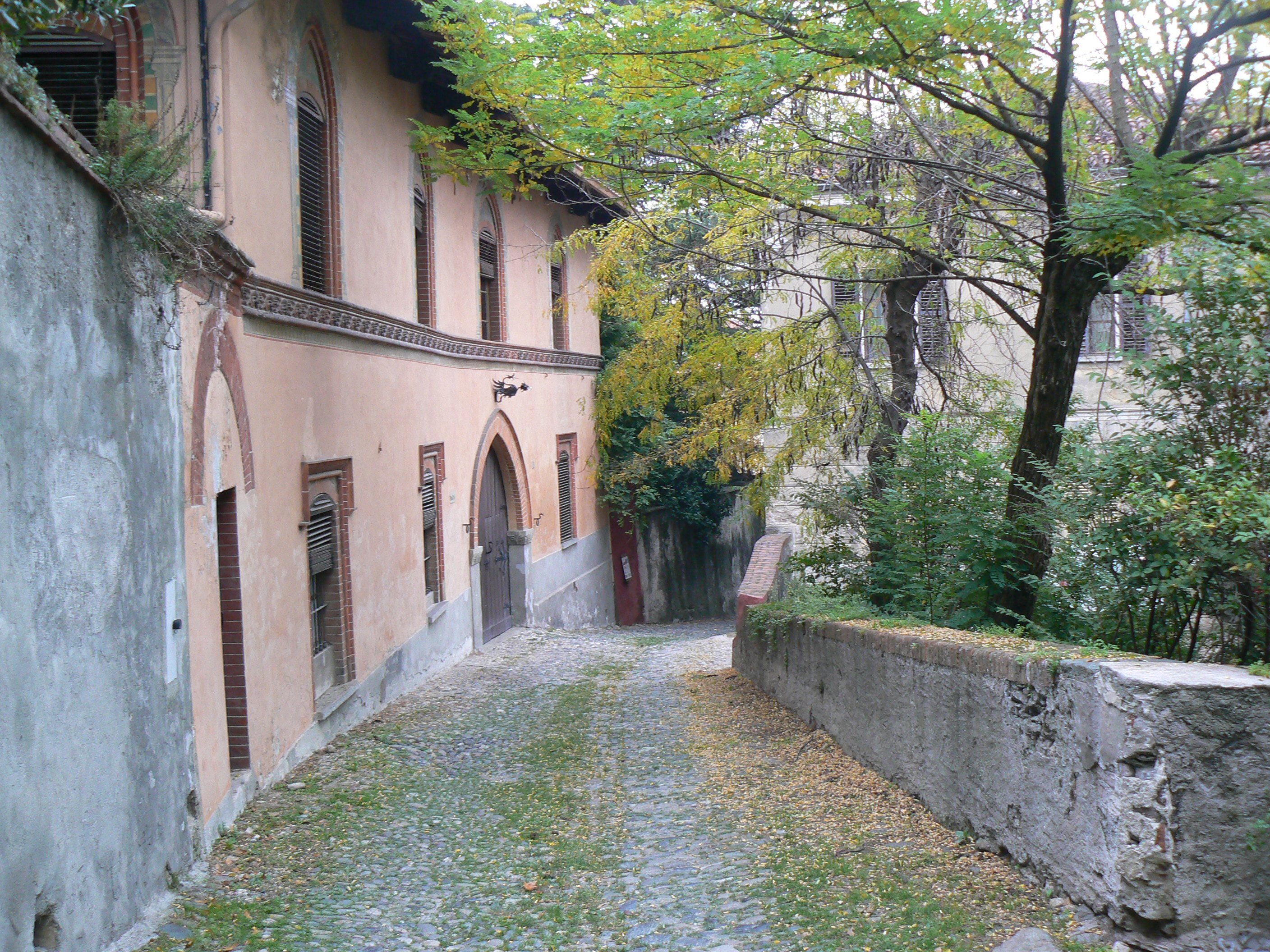
Villa Cantamerlo
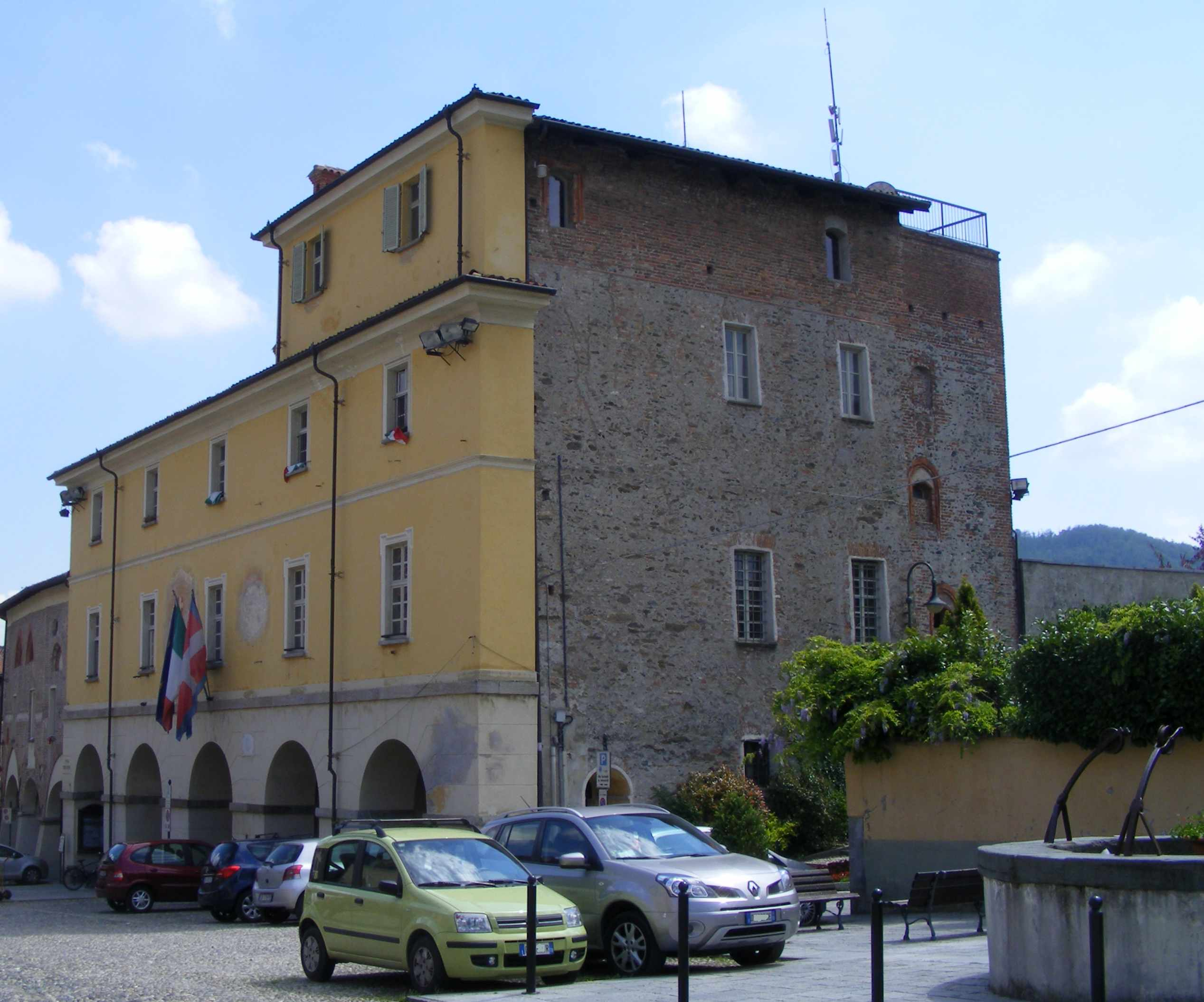
Gemeindeverwaltung
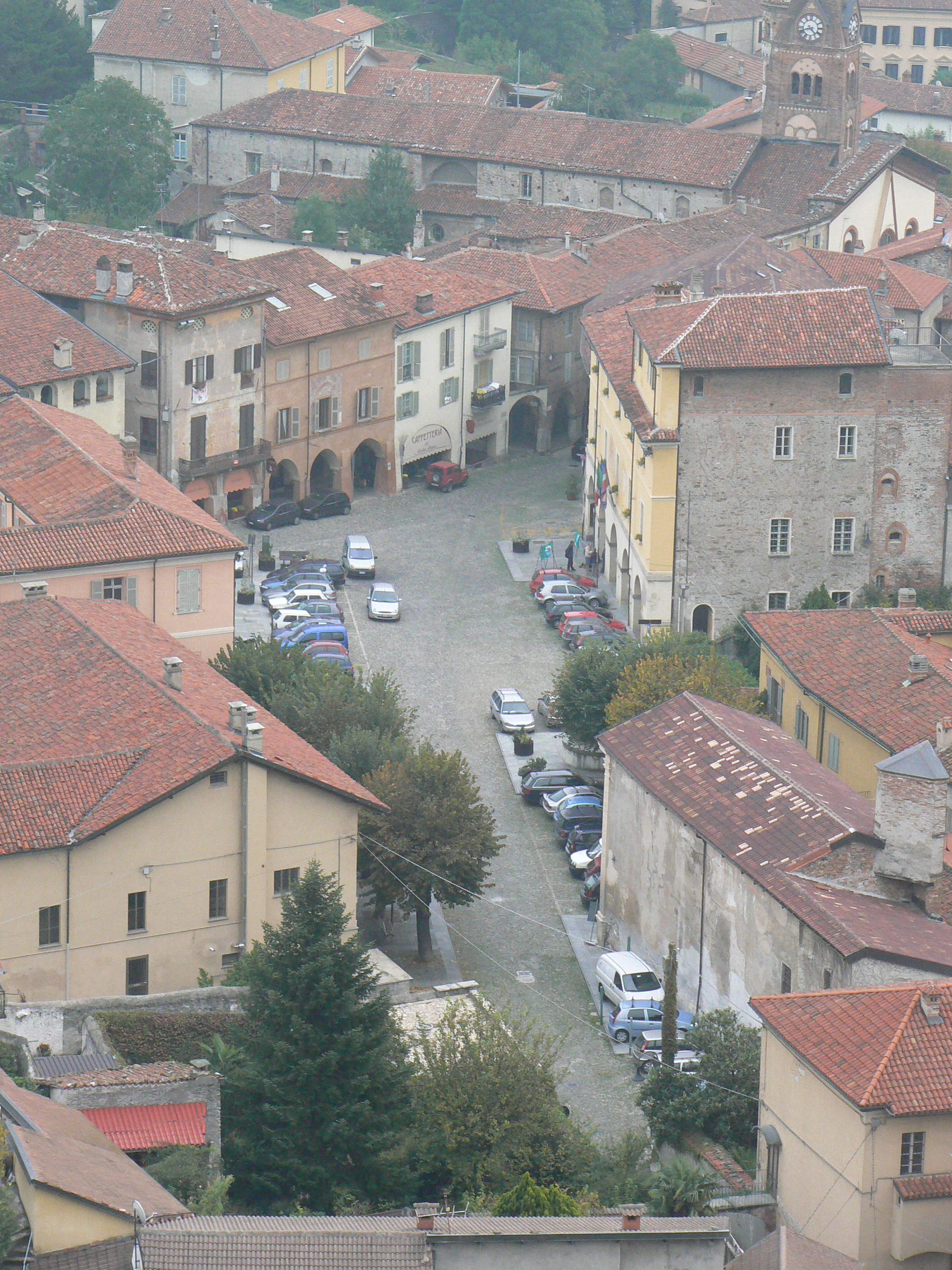
Platz Conte Rosso
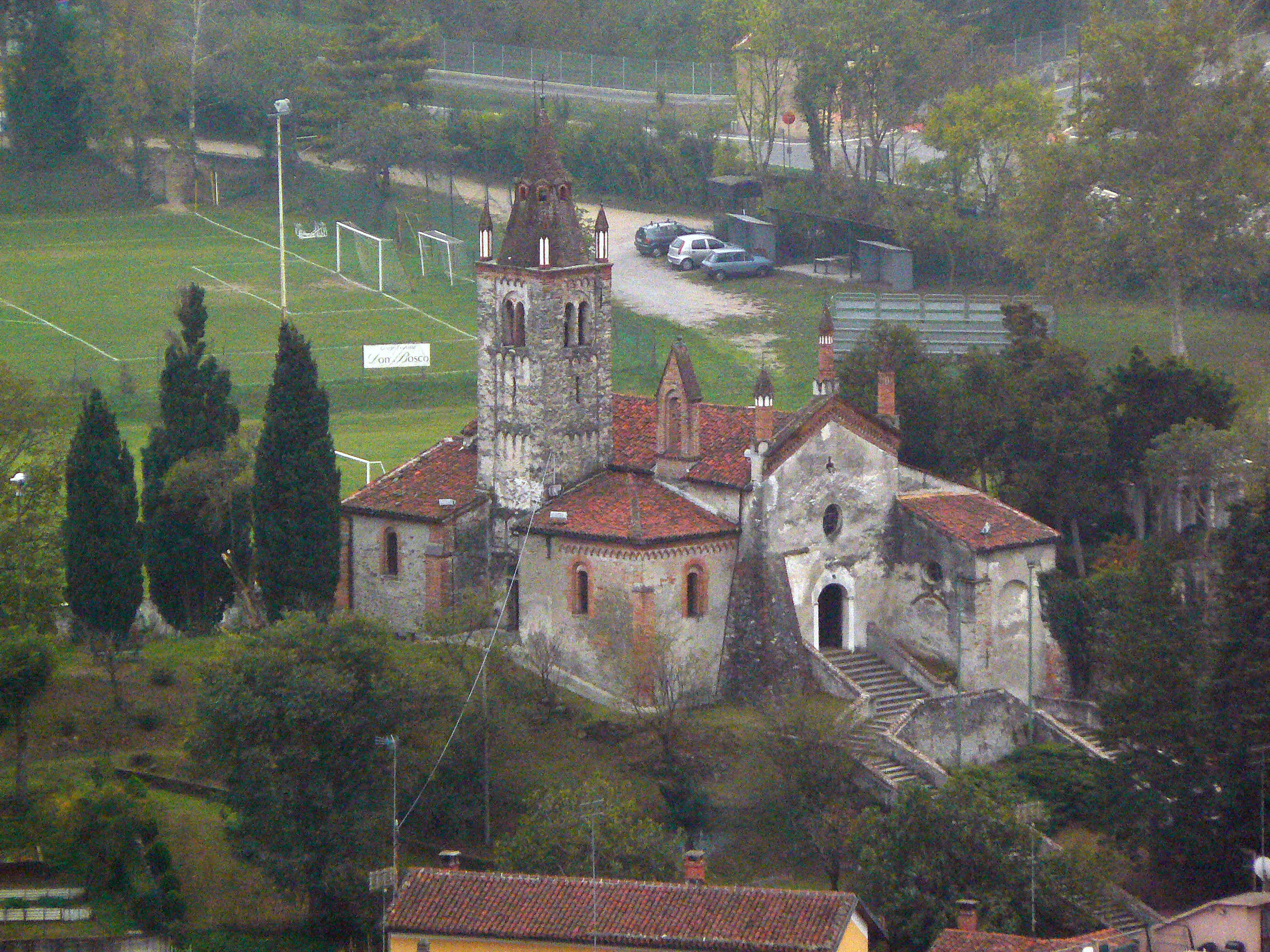
Kirche St. Peter
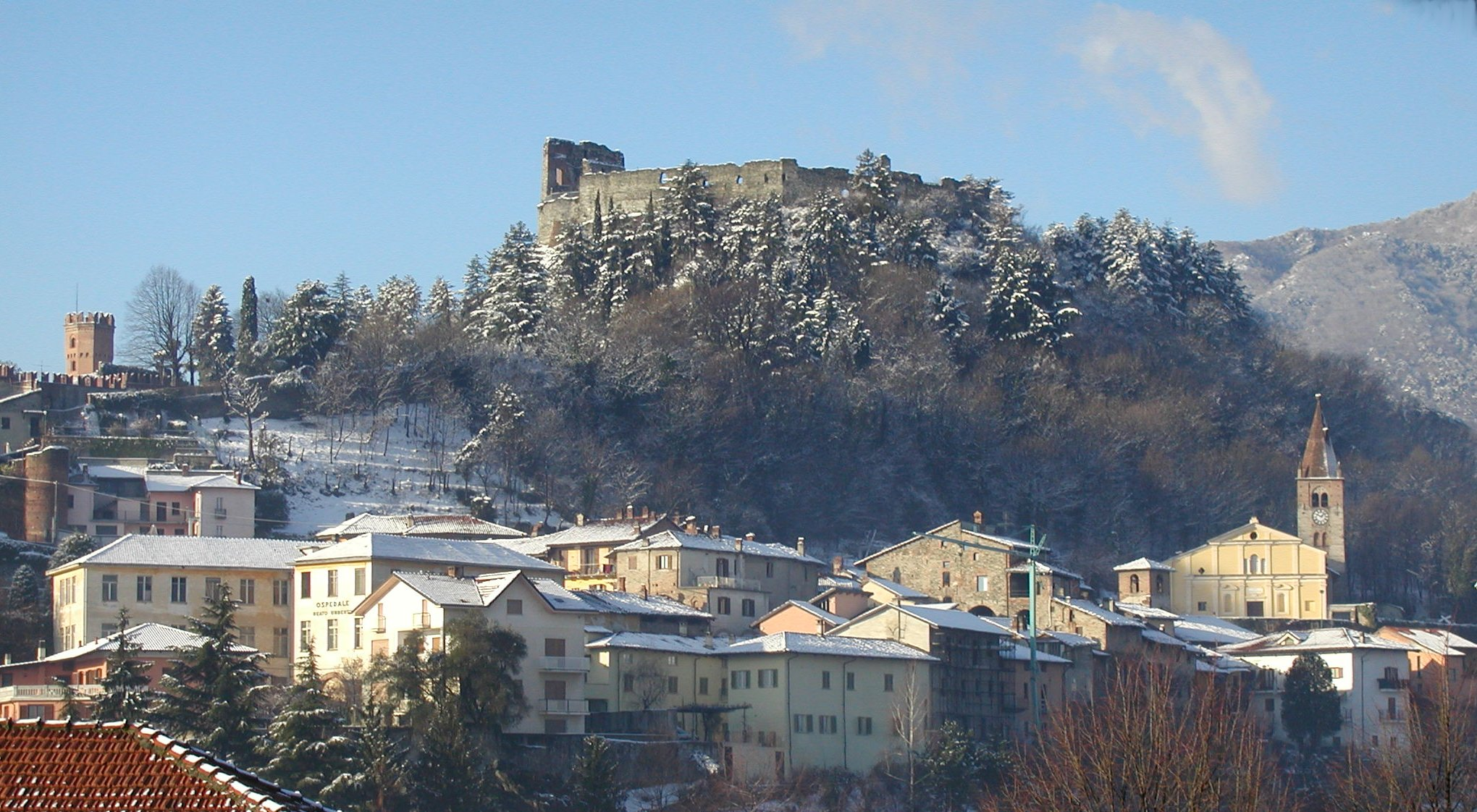
Die Burganlage von Avigliana

## Persönlichkeiten
- Bona von Savoyen (1449–1503), Herzogin von Mailand aus dem Haus Savoyen
- Agostino Coletto (1927–2016), Radrennfahrer